# Human Rights Documentation
HUDOC (Human Rights Documentation) ist die Onlinedatenbank des Europäischen Gerichtshofs für Menschenrechte. Sie steht ihren Nutzern kostenlos in englischer und französischer Sprache zur Verfügung.

## Inhalte
HUDOC umfasst komplette Texte, darunter Urteile, Gesetzestexte, Expertenmeinungen und Berichte des Europäischen Gerichtshofs für Menschenrechte auf Französisch und Englisch. Grundsätzlich sind die Urteile des Gerichts ab 1998 über die Datenbank zugänglich, in Teilen auch seit 1959.

## Suchmöglichkeiten
Die Suchmaske der Datenbank ist ebenfalls nur auf Englisch und Französisch verfügbar. Folgende Suchkriterien können zur Recherche verwendet werden:
- Suche in verschiedenen Textfeldern und im Volltext
- Filterung nach Sprache
- Relevanzwert
- Antragsnummer
- Deskriptoren
- Datum

## Besonderheiten
HUDOC ist neben der Onlineversion auch als CD-ROM zur Offlinerecherche erhältlich.